# Sebastian Białobrzeski
Sebastian Białobrzeski (ur. 24 lutego 1989) – polski lekkoatleta uprawiający biegi długodystansowe, specjalizujący się w biegu 24-godzinnym.

## Życiorys
W 2017 roku podczas Mistrzostw Polski w biegu 24-godzinnym w Łodzi zdobył srebrny medal z wynikiem 249,633 km.
Podczas rozgrywanych 1 lipca w Belfaście Mistrzostw Świata w biegu 24-godzinnym zdobył srebrny medal w drużynie z Romanem Elwartem i Przemysławem Basa, indywidualnie zajął 2 miejsce z wynikiem 267,187 km.

## Osiągnięcia
| Rok  | Impreza                                      | Miejsce | Konkurencja   | Pozycja    | Wynik     |
| ---- | -------------------------------------------- | ------- | ------------- | ---------- | --------- |
| 2017 | Mistrzostwa Świata w biegu 24-godzinnym 2017 | Belfast | indywidualnie | 2. miejsce | 267 187 m |
| 2017 | Mistrzostwa Świata w biegu 24-godzinnym 2017 | Belfast | drużynowo     | 2. miejsce | 766 934 m |